# Ardvreck Castle
Ardvreck Castle ist eine Burgruine in den schottischen Highlands. Das auf einer Halbinsel in Loch Assynt liegende, Ende des 15. Jahrhunderts errichtete Bauwerk ist als Scheduled Monument eingestuft.

## Geschichte
Erbaut wurde Ardvreck Castle um 1490 durch die MacLeods of Assynt, einen Zweig des Clan MacLeod, der seit Beginn des 14. Jahrhunderts im Besitz von Assynt war. Die Burg liegt auf einer kleinen Halbinsel am Nordufer des Loch Assynt, die je nach Wasserstand zu einer Insel wird. Der erste, recht einfache Bau, der lediglich aus einem rechteckigen Tower House bestand, wurde durch Donald Ban MacLeod of Assynt etwa ein Jahrhundert später um einen Turm und Umfassungsmauern grundlegend erweitert.

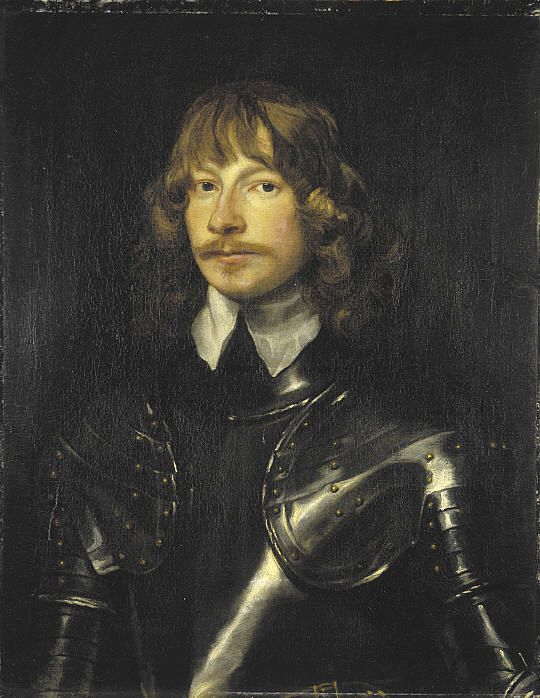
James Graham, 1. Marquess of Montrose

Eine kleine Rolle spielte Ardvreck Castle Mitte des 17. Jahrhunderts in den Kriegen der drei Königreiche. 1650 suchte der königstreue James Graham, 1. Marquess of Montrose, in Ardvreck Castle Schutz. Montrose war mit einem kleinen Heer nach der Hinrichtung König Karls I. in Schottland gelandet, um den Kampf für die Rechte von dessen Sohn Karl II., der Montrose zum Lord Lieutenant für Schottland ernannt hatte, fortzusetzen. Er versuchte, die Clans zur Unterstützung zu mobilisieren, wurde jedoch von den radikalen Covenanters am 27. April 1650 in der Schlacht von Carbisdale geschlagen. Auf der Flucht durch die Highlands ergab er sich schließlich am 30. April 1650 in Ardvreck Castle, da er sich von Neil MacLeod of Assynt, dem damaligen Laird von Assynt, Schutz erhoffte. MacLeod war nicht anwesend, dessen Frau Christine, die Tochter eines Gegners von Montrose, ließ diesen jedoch einsperren und lieferte ihn an die Covenanters aus. Es ist unklar, ob MacLeod selbst in die Auslieferung involviert war. Montrose wurde nach Edinburgh gebracht und am 21. Mai 1650 hingerichtet.

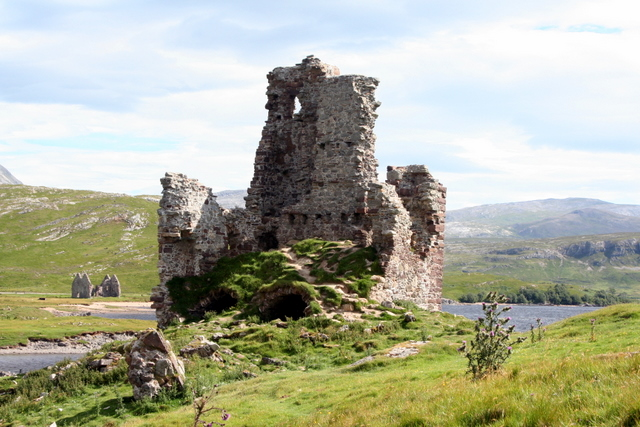
Blick vom Westende der Halbinsel auf Ardvreck Castle, im Hintergrund links die Ruinen von Calda House

Die MacLeods verloren Ardvreck Castle wenige Jahre später, nachdem Neil MacLeod aufgrund der Auslieferung des Marquess of Montrose nach der Wiedererrichtung des Königtums durch General Monck 1660 von der neuen Regierung misstrauisch beäugt und schließlich als Rebell angesehen wurde. 1672 eroberten die Seaforths of MacKenzie, ein Zweig des  Clan MacKenzie, die zuvor gezielt Schuldscheine der MacLeods aufgekauft hatten, die Burg nach einer zweiwöchigen Belagerung und nahmen sie in Besitz. Die MacKenzies ersetzten die wenig komfortable Burg 1726 durch Calda House, ein großes modernes Herrenhaus wenige hundert Meter neben Ardvreck Castle am Nordufer des Loch Assynt an der heutigen A837, das jedoch bereits wenige Jahre später 1737 einem Brand zum Opfer fiel. Die MacKenzies, die als Unterstützer der Jakobiten von der Regierung ebenfalls misstrauisch betrachtet wurden und finanziell in Bedrängnis waren, hatten Calda House zuvor zum Kauf ausgeschrieben. Angeblich wurde das Haus angezündet, um zu verhindern, dass es von der Familie Sutherland und dem Earl of Sutherland übernommen würde. 1745 unterstützten die MacKenzies den letzten Aufstand der Jakobiten und verloren nach der Niederlage in der Schlacht bei Culloden ihren Besitz, der letztlich doch 1757 vom Earl of Sutherland übernommen wurde. Calda House wurde nicht wieder aufgebaut, sein Mauerwerk für andere Bauten in der Umgebung genutzt. Ardvreck Castle, dessen Mauern bereits teilweise für den Bau von Calda House verwendet worden waren, stürzte schließlich 1795 nach einem Blitzschlag ein und verfiel.
Ardvreck Castle und seine Umgebung blieben bis ins 20. Jahrhundert im Besitz des Earls of Sutherland. In den Jahren 2003 bis 2004 wurden die Ruinen von Ardvreck Castle und Calda House durch den Historic Assynt Trust gesichert und renoviert.

## Beschreibung
Ardvreck Castle wurde ursprünglich als wahrscheinlich dreistöckiges Tower house errichtet, eine für Burgen auf den britischen Inseln in dieser Zeit typische Bauform. Im Erdgeschoss befanden sich Gewölbe, darüber ein großer Saal, der wahrscheinlich ebenfalls eine Gewölbedecke hatte. Die darüber liegenden Etagen besaßen lediglich Holzdecken. Etwa um 1590 erweiterte es der damalige Besitzer an der Südostecke des rechteckigen Haupthauses um einen kreisförmigen Treppenturm und weitläufige Umfassungsmauern, die wahrscheinlich einen Garten einschlossen. Der Treppenturm war in den oberen Stockwerken, die über den Sockel auskragen, rechteckig ausgeführt. Wahrscheinlich zählten weitere Bauten wie Ställe und kleinere Wohnhäuser für Bedienstete auf der Halbinsel ebenfalls zur Burg. Südwestlich liegen die Grundmauern eines rechteckigen Gebäudes, in dem noch Reste eines Ofens erkennbar sind.
Erhalten sind vor allem ein Teil der Südseite des Tower House sowie Teile des Treppenturms. Die Nordwand ist völlig verschwunden, von den Ost- und Westseiten des Hauptgebäudes sind lediglich kleinere Reste erkennbar. Darüber hinaus sind noch diverse Grundmauern sowie ein quer durch die schmalste Stelle der Halbinsel gehender Steinwall erhalten.

## Sagen
Die Geschichte der Burg hat sich auch in entsprechenden Sagen niedergeschlagen. Neben dem angeblich als grau gewandeter Mann umgehenden Marquess of Montrose soll auch die Tochter des Erbauers als Geist in den Ruinen erscheinen. Ihr Vater hatte sie angeblich dem Teufel zur Braut versprochen, wenn dieser die MacLeods beim Bau der Burg unterstützen würde. Als der Teufel die versprochene Tochter holen wollte, soll sie sich vom Turm gestürzt haben und seitdem in den Mauern umgehen.